# ایزابلای انگلستان
ایزابلا انگلستان شاهزاده انگلیسی از دودمان پلانتاژنه (پادشاهی انگلستان) و امپراتریس مقدس روم (همسر سوم فریدریش دوم) و ملکه آلمان و ملکه هم‌نشین سیسیل تا سال ۱۲۳۵ و زمان مرگش بود. وی همچنین دختر جان، پادشاه انگلستان و ایزابلای انگولیم بود.